# Стойкович, Владимир
Вла́димир Сто́йкович (серб. Владимир Стојковић, Vladimir Stojković; 28 июля 1983 года, Лозница, СФРЮ) — сербский футболист, вратарь.

## Биография
Стойкович родился в спортивной семье. Его отец был также футбольным вратарём, а мать занималась метанием диска. Футболом начал заниматься в родном городе Лозница в местном футбольном клубе. В 2000 году Владимир Стойкович перешёл в состав одного из флагманов югославского футбола — белградской «Црвены звезды». Молодой вратарь начал выступать за молодёжный состав клуба. Пробиться в основной состав «красно-белых» Владимир не смог, поскольку в то время место в воротах основной команды уверенно занимал Владимир Дишленкович. Стойкович сыграл по одной встрече в сезоне 2001/02 и 2002/03 при главном тренере Зоране Филиповиче.
Из-за того, что основной голкипер Дишленкович имел полное доверие нового главного тренера команды Славолюба Муслина, было решено отдать Стойковича в аренду для того, чтобы молодой вратарь имел игровую практику. В конце июля 2003 года Стойкович перешёл в состав действующего чемпиона Боснии и Герцеговины «Леотар», который укреплялся перед дебютом в Лиге чемпионов. Главный тренер клуба Милан Йовин доверил Стойковичу место в воротах в матчах квалификационного раунда Лиги чемпионов. Однако уже во втором квалификационном раунде «Леотар» был выбит пражской «Славией». Уже через два месяца Владимир покинул команду из-за невыплаты заработной платы. После возвращения в «Црвену звезду» Муслин дал понять голкиперу, что не рассчитывает на него. После того как его контракт с «Црвеной Звездой» истёк, он начал самостоятельные тренировки с тренером вратарей Томо Савичем, чтобы остаться в хорошей форме во время ожидания открытия трансферного окна в январе 2004.
В зимнее трансферное окно сезона 2003/04 Стойкович подписал контракт с клубом «Земун», выступавшим в высшем дивизионе Сербии и Черногории. При главном тренере Душане Митошевиче 20-летний вратарь сначала стал резервистом основного голкипера Милоша Адамовича. Стойкович дебютировал за «Земун» в матче чемпионата против своей бывшей команды «Црвены звезды». Матч закончился победой «красно-белых», однако Стойкович сумел парировать одиннадцатиметровый удар Марко Пантелича. В том сезоне Стойкович сыграл ещё пять игр за «Земун» в чемпионате.
В новом сезоне 2004/05 Стойкович стал основным вратарём команды. Владимир отыграл 28 матчей в чемпионате, а его команда заняла 5-е место. Весной 2005 года Стойкович провёл потрясающий матч против своего бывшего клуба «Црвены звезды», завершившийся со счётом 0:0. Этот результат устроил главного соперника «звездашей» в борьбе за чемпионство — «Партизан», который в итоге и одержал победу в национальном первенстве.
Летом 2006 года перешёл в «Нант», где после удачного старта потерял своё место в составе из-за серии ошибок.
Зимой 2007 года Владимир Стойкович перешёл в «Витесс» на полгода на правах аренды. В том же 2007 году он перешёл в «Спортинг», где дебютировал успешно, но из-за травм пропустил довольно много матчей. Потеряв место в составе, отдан в аренду в 2009 году в «Хетафе». В 2010 году выступал, также на правах аренды, за «Уиган Атлетик».
28 августа 2010 года Стойкович был арендован клубом «Партизан». После перехода болельщики клуба «Црвена звезда», являющегося самым принципиальным соперником «Партизана», разместили на своём форуме некролог Стойковича, что не понравилось самому футболисту. Перед матчем со сборной Италии 12 октября фанаты «Црвены звезды» напали на Стойковича и нанесли ему достаточно серьёзные повреждения, впоследствии матч был отменён.

## Достижения
- Чемпион Сербии (2): 2011/12, 2012/13
- Обладатель Кубка Португалии (1): 2007/2008
- Суперкубок Португалии (1): 2007